# Timothy Leary
W treści tego artykułu od 2010-05 występują prawdopodobnie wyrażenia zwodnicze, co nie jest zgodne z zasadami przyjętymi w Wikipedii.
Dokładniejsze informacje o tym, co należy poprawić, być może znajdują się w dyskusji tego artykułu.
 Po wyeliminowaniu niedoskonałości należy usunąć szablon {{Dopracować}} z tego artykułu.
Timothy Leary (ur. 22 października 1920 w Springfield w stanie Massachusetts, zm. 31 maja 1996 w Los Angeles) – amerykański filozof, pisarz, psycholog, profesor Harvardu. Stanowił ikonę amerykańskiej kontrkultury lat 60. XX w.
Uznawany jest za jednego z inicjatorów powstania ruchu hippisowskiego.
Autor popularnej wśród hippisów sentencji Turn on, tune in, drop out (Włącz się, dostrój, odpadnij), która jednak w większym stopniu zachęcać miała m.in. do porzucenia konwenansów i schematów kojarzonych z życiem establishmentu i mieszczaństwa, niż nawoływać (jak to sugerowali konserwatywnie usposobieni krytycy) do stosowania narkotyków. Znany orędownik prowadzenia badań nad substancjami psychodelicznymi (i z ich pomocą). Autor książki Polityka ekstazy – wizji świata, w której ludzie pojednani za sprawą LSD wiodą „bogate życie duchowe”.
Swoją filozofię wyłożył Leary w Info-psychology, którą napisał podczas pobytu w więzieniu. Posługując się charakterystycznym, pełnym inteligentnych neologizmów językiem, rozwiniętym z żargonu naukowego i filozoficznego, zapisał system, którym posługiwał się już stale. Bazę stanowi ośmioobwodowy model świadomości wyjaśniający funkcjonowanie ludzkiego mózgu wraz ze zjawiskami okultystycznymi, korzystający z fizyki kwantowej, zapisków mistyków z historii oraz doświadczeń inspirowanych przyjęciem dietyloamidu kwasu lizergowego.
Do sympatyków twórczości Leary’ego należeli m.in. pisarze i poeci związani z ruchem Beat Generation, tacy jak: Allen Ginsberg, William S. Burroughs i Ken Kesey.
Brał udział w wielu kontrkulturowych projektach muzycznych, powstałych np. podczas koncertów grupy rockowej Grateful Dead, czy przy kręceniu klipu Give Peace a Chance Johna Lennona.
Był członkiem Iluminatów Thanaterosa.

## Edukacja i kariera akademicka
Timothy Leary uzyskał licencjat z psychologii na University of Alabama (1943), a tytuł magistra na Washington State University (1946). Doktorat (najwyższy stopień naukowy w USA) przyznano mu na University of California w Berkeley (1950) na podstawie pracy o „społecznym wymiarze osobowości”. Tam też pracował początkowo jako asystent. Napisał książkę „Egzystencjalna transakcja”, w której wyłożył stwierdzenie, że psychologowie powinni spotykać się z pacjentami w ich naturalnym środowisku i w pełni zaangażować się w proces leczenia oraz że między lekarzem a pacjentem musi pojawić się wzajemne oddziaływanie i dopiero dzięki temu poprawa stanu chorego stanie się możliwa. W 1959 roku objął posadę wykładowcy na Uniwersytecie Harvarda. Ze stanowiska tego zwolniono go w roku 1963, oficjalnie ze względu na uchybienia w prowadzeniu zaplanowanych zajęć dydaktycznych. Sam Leary nie zgadzał się z tym zarzutem.
W swoich wczesnych pracach rozwijał on teorie Harry’ego Sullivana i Karen Horney, skupiając się na wykorzystaniu procesów interpersonalnych w diagnostyce zaburzeń osobowości. Jego zainteresowania zmieniły się w wyniku podróży do Meksyku, gdzie spróbował grzybów zawierających psylocybinę. Po powrocie w roku 1960 rozpoczął wraz z Richardem Alpertem na Harvardzie serię badań nad efektami psylocybiny u ludzi, które kontynuował aż do wydalenia z uczelni. Badania polegały na podawaniu środka halucynogennego studentom w kontrolowanym otoczeniu. Leary i Alpert również zażywali psylocybinę podczas sesji. W 1962 kadra akademicka i studenci Harvardu zorganizowali spotkanie, podczas którego poddali krytyce badania Learego i Alperta, zarzucono im, że ich projekt jest skoncentrowany wyłącznie na doświadczaniu, a nie na werbalizacji i analizie rezultatów. Krytykowano również atmosferę kultu, która wytwarzała się dookoła Learego. Pod wpływem dyskusji Leary zgodził się na wprowadzenie pewnych restrykcji w swoich eksperymentach. Na spotkaniu był obecny dziennikarz czasopisma akademickiego 'Crimson', który opublikował następnie artykuł na ten temat. Publikacja wywołała skandal. Pod koniec 1962 roku Leary i Alpert pod wpływem ograniczeń na ich badania narzucanych przez Harvard zdecydowali o przerwaniu eksperymentów na uczelni i stworzeniu nowej niezależnej organizacji, która miała je prowadzić - International Federation for Internal Freedom.
W 1961 przeprowadził eksperyment w więzieniu Concord, w którym podawano psylocybinę więźniom, by zbadać prawdopodobieństwo recydywy. Członkowie grupy, która otrzymała środek wg badaczy rzadziej trafiali ponownie do więzienia, niż członkowie grupy kontrolnej. Rzetelność metodologii tych badań została jednak zakwestionowana. Niezależna weryfikacja rezultatów pokazała, że doświadczenie z psylocybiną nie miało wpływu na recydywę.

## Działalność pozanaukowa
We wrześniu 1966 roku (niecały miesiąc przed delegalizacją LSD) Leary założył Ligę Duchowych Odkryć, organizację religijną, która za swój sakrament uważała LSD, co miało pomóc w utrzymaniu legalności tej substancji na gruncie wolności religijnej. Zachęcał też innych do zakładania własnych religii opartych na psychodelikach.
W latach 1966–1967 występował na kampusach uczelnianych z multimedialną prezentacją Śmierć umysłu (ang. Death of the Mind), która miała artystycznie przedstawiać działanie LSD. W 1967 wystąpił na hippisowskim happeningu Human Be-In w San Francisco, gdzie po raz pierwszy użył słynnej frazy "Turn on, tune in, drop out".

## Konflikty z prawem
Leary spędził kilka lat w więzieniu za posiadanie narkotyków. Po raz pierwszy został skazany za posiadanie marihuany w 1966 roku na 30 lat więzienia, lecz odwołał się do Sądu Najwyższego, wskazując, iż Marihuana Tax Act, na podstawie którego zapadł wyrok, był niezgodny z Konstytucją USA (w 1969 roku SN przychylił się do jego apelacji). W 1968 roku ponownie znaleziono u niego marihuanę, za co w styczniu 1970 roku otrzymał wyrok 10 lat więzienia, wydłużony do 20 lat ze względu na wcześniejsze aresztowanie. We wrześniu tego samego roku uciekł z więzienia i z pomocą organizacji Weatherman przedostał się wraz z żoną do Algierii, zaś w 1971 roku para udała się do Szwajcarii (podczas pobytu w tym kraju Leary dwukrotnie spotkał się z Albertem Hofmannem). W 1973 roku został aresztowany przez amerykańskich agentów federalnych na lotnisku w Kabulu (Afganistan), przewieziony z powrotem do Stanów Zjednoczonych i osadzony w więzieniu. Opuścił je przedterminowo w roku 1976.

## Rodzina
Leary był pięciokrotnie żonaty - po raz pierwszy z Marianne Busch, z którą miał dwójkę dzieci, po raz drugi z Neną von Schlebrügge (późniejszą matką Umy Thurman), po raz trzeci z Rosemary Woodruff, po raz czwarty z Barbarą Chase; w 1995 ponownie poślubił Rosemary Woodruff. Poza tym miał syna z Joanną Harcourt-Smith.

## Śmierć
Przyczyną śmierci Leary’ego był rak prostaty, zdiagnozowany w 1995 roku. W 1994 Leary został członkiem organizacji krionicznej CryoCare (wcześniej był członkiem Alcor), a po zdiagnozowaniu raka podpisał umowę na krioprezerwację jego głowy po śmierci, jednak wycofał się z tych planów 6 maja, na kilka tygodni przed śmiercią. Zgodnie z jego wolą, jego ciało poddano kremacji, a prochy rozdano rodzinie i przyjaciołom. Siedem gramów spośród nich w kwietniu 1997 roku zostało wystrzelonych w kosmos w ramach kosmicznego pogrzebu organizowanego przez firmę Celestis.

## Wybrane dzieła
- Polityka ekstazy, Wyd. EJB, Kraków 1998.
- Twój mózg jest bogiem, Wyd. Okultura, 2016.
- Neurologika, Wyd. Okultura, 2017.